# Vol. 7 ½
Vol. 7 ½ es el 1º álbum recopilatorio de la banda argentina Guasones. La selección de temas fue hecha por los miembros de la banda en 2010. Se seleccionaron 15 temas.

## Lista de canciones
1. Amaneciendo - Como animales
2. Como un lobo - Esclavo (álbum)
3. Baila, baila - Como animales
4. Brillar - Esclavo (álbum)
5. Down - Toro Rojo
6. 100 Años - Toro rojo
7. Todavía - Como animales
8. Caballo loco - Guasones (álbum)
9. Dame - Toro rojo
10. Me muero - Como animales
11. Reyes de la noche - Toro rojo
12. Días - Esclavo (álbum)
13. Gracias - Toro rojo
14. Farmacia - Esclavo (álbum)
15. Con la casa en orden - Con la casa en orden